# Pułk białocerkiewski
Pułk białocerkiewski – jednostka podziału administracyjno-terytorialnego i wojskowego Hetmanatu, funkcjonująca w latach 1625–1659. Miastem pułkowym była Biała Cerkiew.
Pułk został utworzony w 1625 po zawarciu ugody kurukowskiej, jako pułk kozaków rejestrowych.

## Pułkownicy
- 1632 – Daćko
- 1632 – Jakiw Kłysza
- 1634 – Biłećkyj
- 1637 – Jakiw Kłysza
- 1648–1649 – Iwan Hyrja
- 1702–1701 – Semen Palij
- Anton Tanśkyj

Oprócz nich pułkownikami byli: Mychajło Hromyka, Sawa Moskalenko (nakaźny), S. Poloweć, Danyło Hyrja (nakaźny), A. Położnyj (nakaźny), Jakiw Liutorenko, Makar Moskalenko, I. Sułymenko (nakaźny), Iwan Krawczenko. Ich lata dowodzenia nie są znane.

## Terytorium
Pułk zajmował jeden z większych obszarów pułkowych na Prawobrzeżnej Ukrainie. Na wschodzie graniczył z kijowskim, na południu z korsuńskim, na zachodzie z humańskim i winnickim. Terytorium pułku nie było stałe.
Według rejestru z 1649 w pułku istniało 23 sotnie, których siedzibami były: Biała Cerkiew, Czarny Kamienec, Hermaniwka, Kamianyj Brod, Fastów, Wołchowec, Bojarka, Antoniew, Torczyca, Piatihorje, Skwira, Didiwszczyna, Karabczew, Pawołocz, Chodorków, Iwnycia, Byszewo, Wołodija, Wilie, Brusiłow, Rożewo, Wojtasziwka, Korostyszewo, które liczyły w sumie 2990 Kozaków, a na obszarze pułku znajdowało się 22 większe osiedla.
W 1651 wschodnia część pułku (Pawołocz, Skwira, Antoniw, Torczycia) została włączona do pułku pawołockiego.
Według spisu z 1654 pułk liczył 19 miast i miasteczek (m.in. Fastów, Bojarka, Stawyszcze, Wołodarka, Szawułycha, Bohusław, Rokytne), w których żyło 6668 Kozaków i mieszczan. Główną masę ludności pułku stanowili chłopi (pospólstwo – czerń). W tym czasie istniało 18 sotni, których miastami sotennymi były: Biała Cerkiew, Bojarka, Hermaniwka, Kamianyj Brid, Kowszuwata, Łesewyczi, Nastaszka, Wilchowec, Syniawka, Stawyszcze, Trylisy, Fastiw, Czornyj Kamianeć, Szawułycha.
Pułk brał udział w bitwie pod Batohem i w innych bitwach powstania Chmielnickiego.
Po rozejmie andruszowskim powtórnie powrócił pod dowództwo polskie.
W czasach Ruiny w końcu lat 70. XVII wieku w związku ze spustoszeniami, działalność pułku zanikła.
Został odnowiony przez Semena Palija w 1702 jako pułk fastowski, w tym samym roku został z powrotem przemianowany na białocerkiewski.
Według podpisanego traktatu pruckiego Ukraina Prawobrzeżna powróciła pod władzę Polski, a pułk w 1712 zlikwidowano. Większość kozaków pułku przeniosła się na Lewobrzeżną Ukrainę.

## Literatura
- Українська радянська енциклопедія
- Малий словник історії України. – К.: Либідь, 1997.
- Максимович М. А. Собрание сочинений, т. 1. К., 1876; Акты, относящиеся к истории Южной и Западной России, т. 10. СПБ, 1878.
- Реєстр війська запорозького 1649 року. – Київ, 1995. – С. 500–501.
- Gajecky G. The Cossack administration of the Hetmanate. – Cambridge: 1978. – Vol. 2. – P. 570–578.